# Simple Things
Simple Things é um álbum de estúdio do grupo Zero 7, lançado em 2001.

## Faixas
1. "I Have Seen" – 5:07
2. "Polaris" – 4:48
3. "Destiny" – 5:38
4. "Give It Away" – 5:17
5. "Simple Things" – 4:24
6. "Red Dust" – 5:40
7. "Distractions" – 5:16
8. "In the Waiting Line" – 4:35
9. "Out of Town" – 4:48
10. "This World" – 5:37
11. "Likufanele" – 6:24
12. "End Theme" – 3:38
13. "Salt Water Sound" – 5:30
14. "Spinning" – 6:03